# Gesellschaft zur Erhaltung von Schienenfahrzeugen

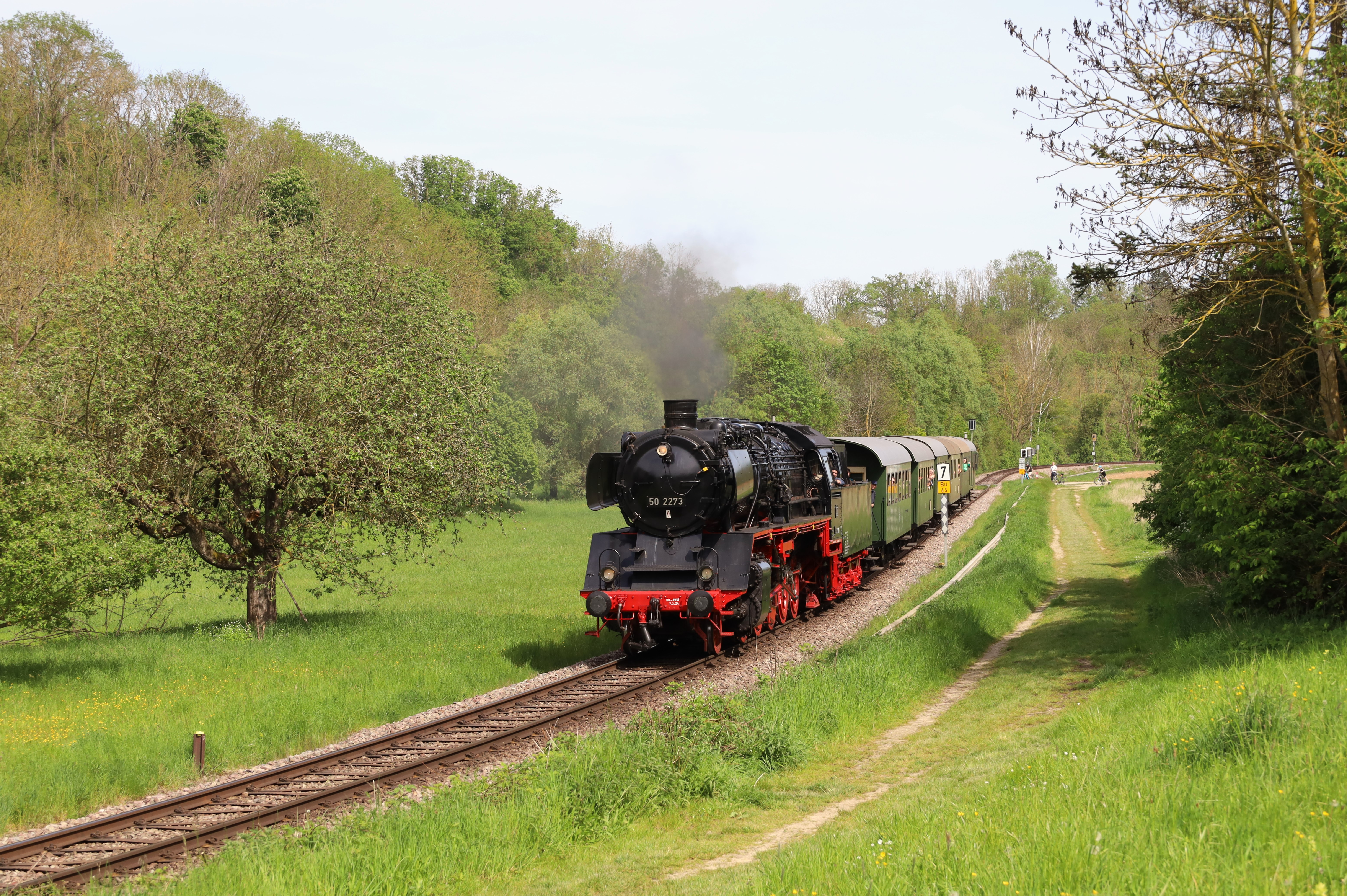
Lok 50 2273 im Einsatz vor dem Feurigen Elias

Die Gesellschaft zur Erhaltung von Schienenfahrzeugen Stuttgart e. V. (GES) ist mit Gründungsjahr 1965 einer der ältesten Vereine in Deutschland, der Museumseisenbahnbetrieb mit historischen Zuggarnituren durchführt. Der Sitz der GES befindet sich in Weissach.

## Entstehung
Der Verein wurde am 8. Dezember 1965 gegründet und bestand ursprünglich aus einer Gruppe von Straßenbahnfreunden innerhalb des Vereins Verkehrsfreunde Stuttgart e. V., die sich der Erhaltung und Pflege des letzten verbliebenen Triebwagens Nr. 126 der ehemaligen Filderbahn und weiterer historisch wertvoller Straßenbahnfahrzeuge verschrieben hatten. Nachdem die SSB zunächst keinerlei Interesse am Aufbau einer Museumssammlung zeigte und der Filderbahntriebwagen 126 sogar nur durch Auslagerung nach Ludwigsburg erhalten werden konnte, wandte sich die GES ab Ende der 1960er Jahre dem mehr Erfolg versprechenden Thema Eisenbahn zu. Durch dieses Engagement der GES für den Erhalt und der späteren Restaurierung des Filderbahnwagens 126 legte sie allerdings den Grundstein für die heutige Sammlung des Vereins Stuttgarter Historische Straßenbahnen.

## Strecken

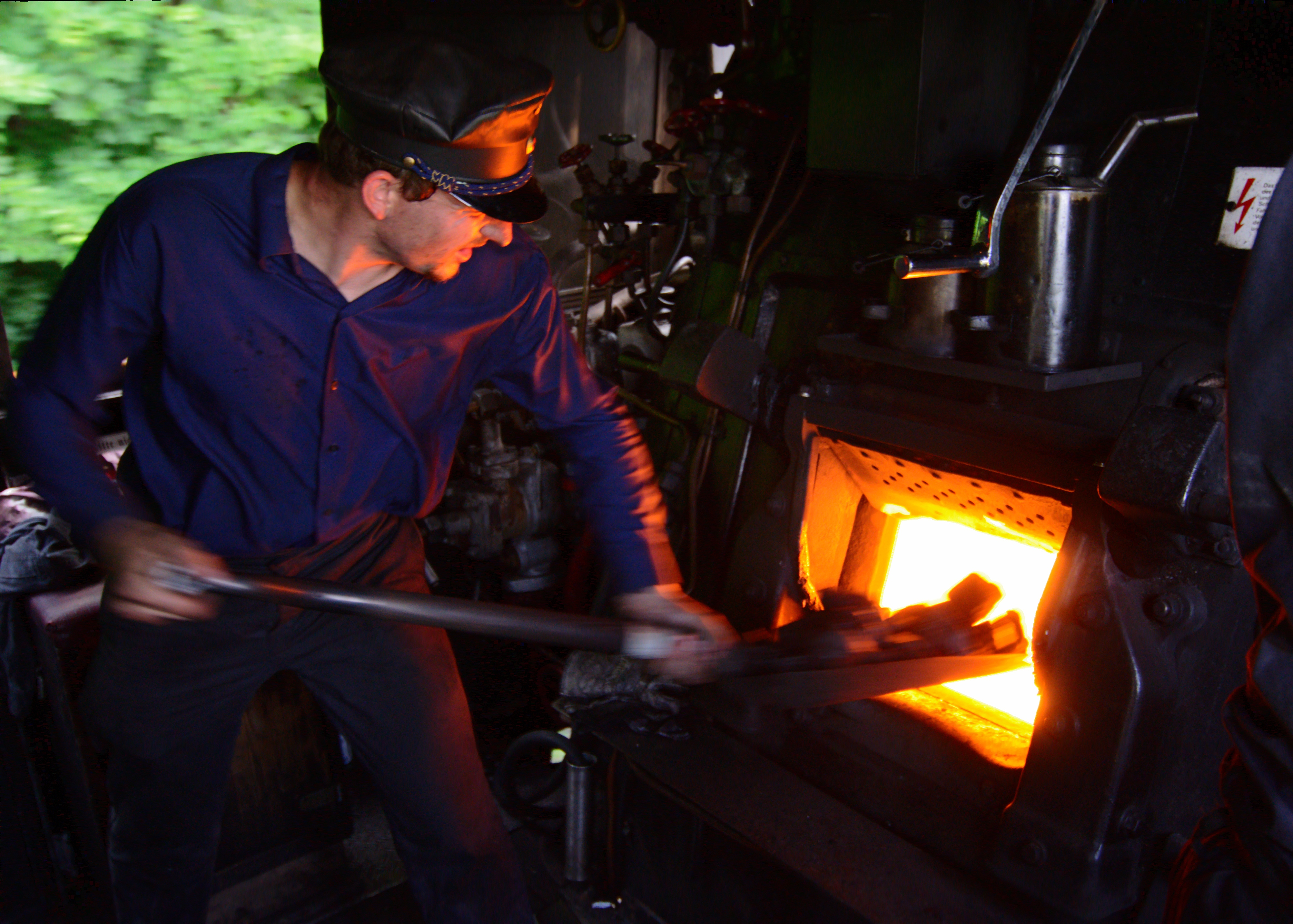
Heizer der GES bei einer Ausfahrt mit der 52 7409 Stadt Würzburg

Bedingt durch das Dampflokverbot der Deutschen Bundesbahn zwischen 1977 und 1985 verlegte die GES ihre Einsätze zunehmend auf Privatbahnstrecken wie die Strohgäubahn von Korntal-Münchingen nach Weissach oder die Tälesbahn zwischen Nürtingen und Neuffen. Dort sind diese Züge auch heute noch zu Hause. Anfangs wurden auch Sonderfahrten auf der ehemaligen WEG-Strecke Vaihingen/Enz Nord–Enzweihingen und bis 1982 auf der Filderbahn zwischen Stuttgart-Möhringen, Stuttgart-Vaihingen, Leinfelden und Neuhausen auf den Fildern durchgeführt. Ab 1985 wurden auch wieder Sonderfahrten auf anderen Strecken im Raum Stuttgart angeboten.
Die GES befährt heute noch regelmäßig mit historischen Zuggarnituren die Strohgäubahn mit dem Feuriger Elias und die Tälesbahn mit dem Sofazügle.

## Hohenzollernzug

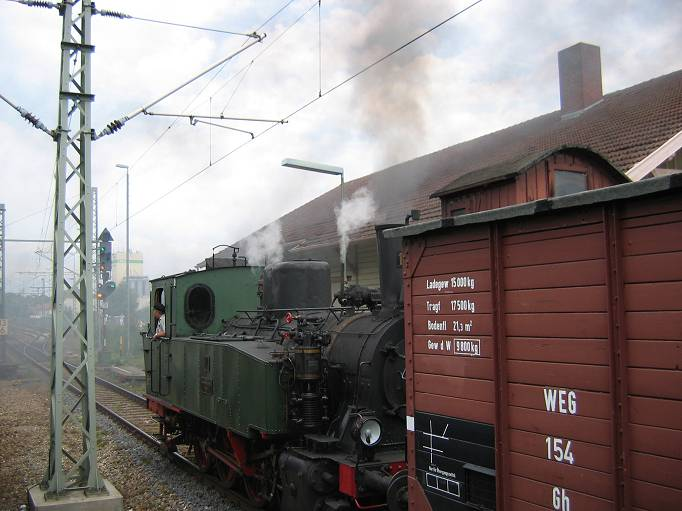
Lok 11 der GES in Marbach (Juni 2004)

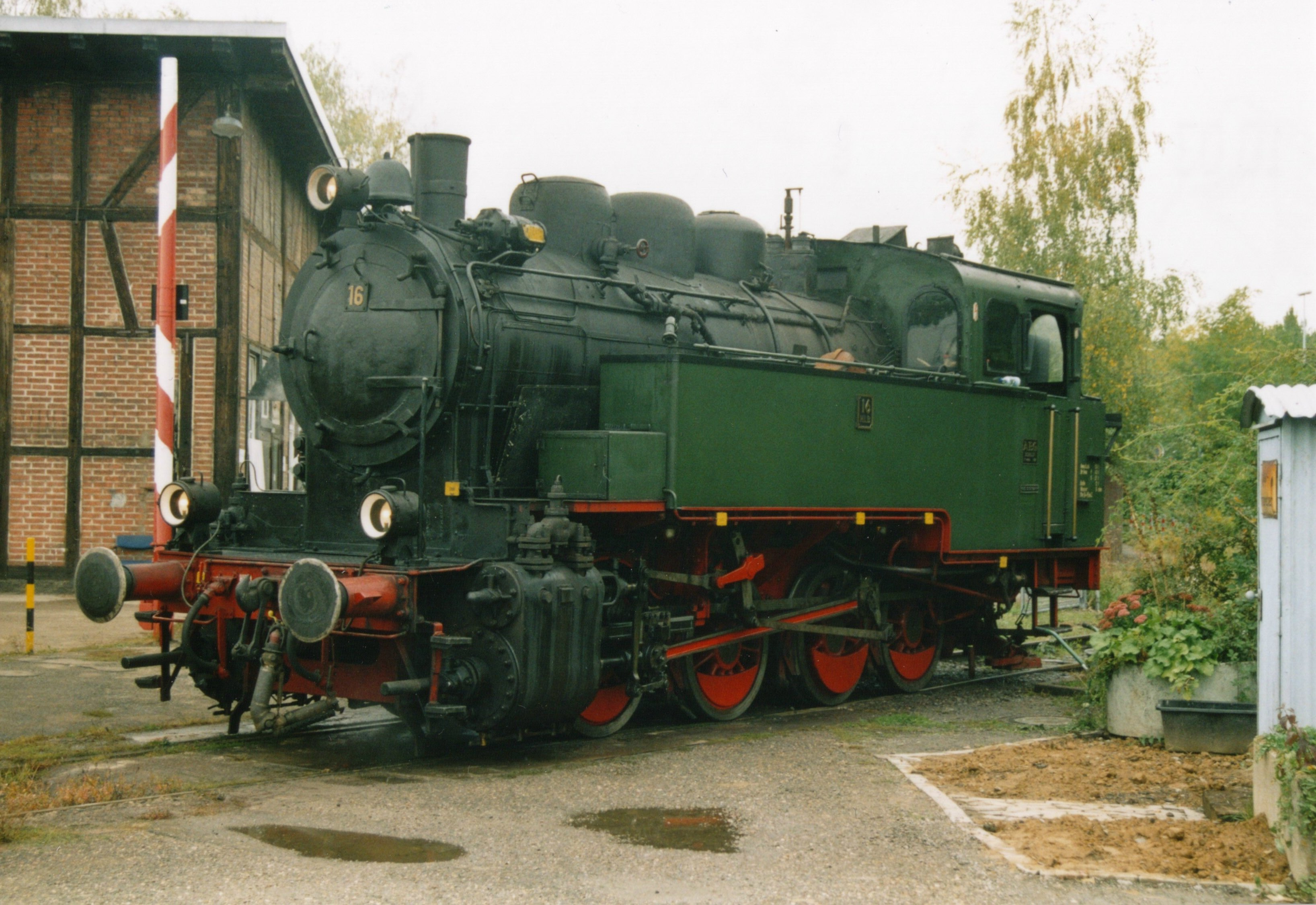
Lok GES Nr. 16, ehemalige KOE-Nr. 11

Die GES besitzt mit dem Hohenzollernzug ein technisches Kulturdenkmal des Landes Baden-Württemberg. Er besteht aus den Lokomotiven 11 und 16, den zweiachsigen Personenwagen 3, 6, 7, und 9, den vierachsigen Drehgestellwagen 21, 22, 24 und 26 und den Packwagen 73, 74, und 77, die im Einsatz bei der Hohenzollerischen Kleinbahn Gesellschaft [ab 1907 Hohenzollerische Landesbahn (HzL)] waren. Ergänzt wird die Sammlung durch die Lok 6 „Margarethe“, die bei den Fürstlich Hohenzollerischen Hüttenwerken im Betrieb war und an die weitgehend baugleiche Lok 6 der HzL erinnern soll, sowie ähnlichen Personenwagen von anderen Privatbahnen wie der Württembergischen Eisenbahn-Gesellschaft (WEG).
Einige betriebsbereite Exemplare dieser Zuggarnitur werden im Museumsbahnbetrieb beim Feurigen Elias und dem Sofazügle eingesetzt.

## Fahrzeuge (Lokomotiven)
| Fahrzeugnummer                                         | Bauart | Hersteller/Baujahr      | Zustand         | Anmerkungen |
| ------------------------------------------------------ | ------ | ----------------------- | --------------- | ----------- |
| Lok 6                                                  | B n2t  | Smoschewer & Co. / 1920 | abgestellt      |             |
| Lok 11                                                 | D h2t  | MF Esslingen / 1911     | abgestellt      |             |
| Lok 16 (Kreis Oldenburger Eisenbahn Nr. 11, DR 92 442) | D h2t  | AEG / 1928              | in Aufarbeitung |             |
| Köf 6524                                               | B dh   | Gmeinder/Mosbach / 1960 | betriebsbereit  |             |
| Köf 6169                                               | B dh   | Gmeinder/Mosbach / 1954 | in Aufarbeitung |             |

## Fahrzeuge (Wagen)

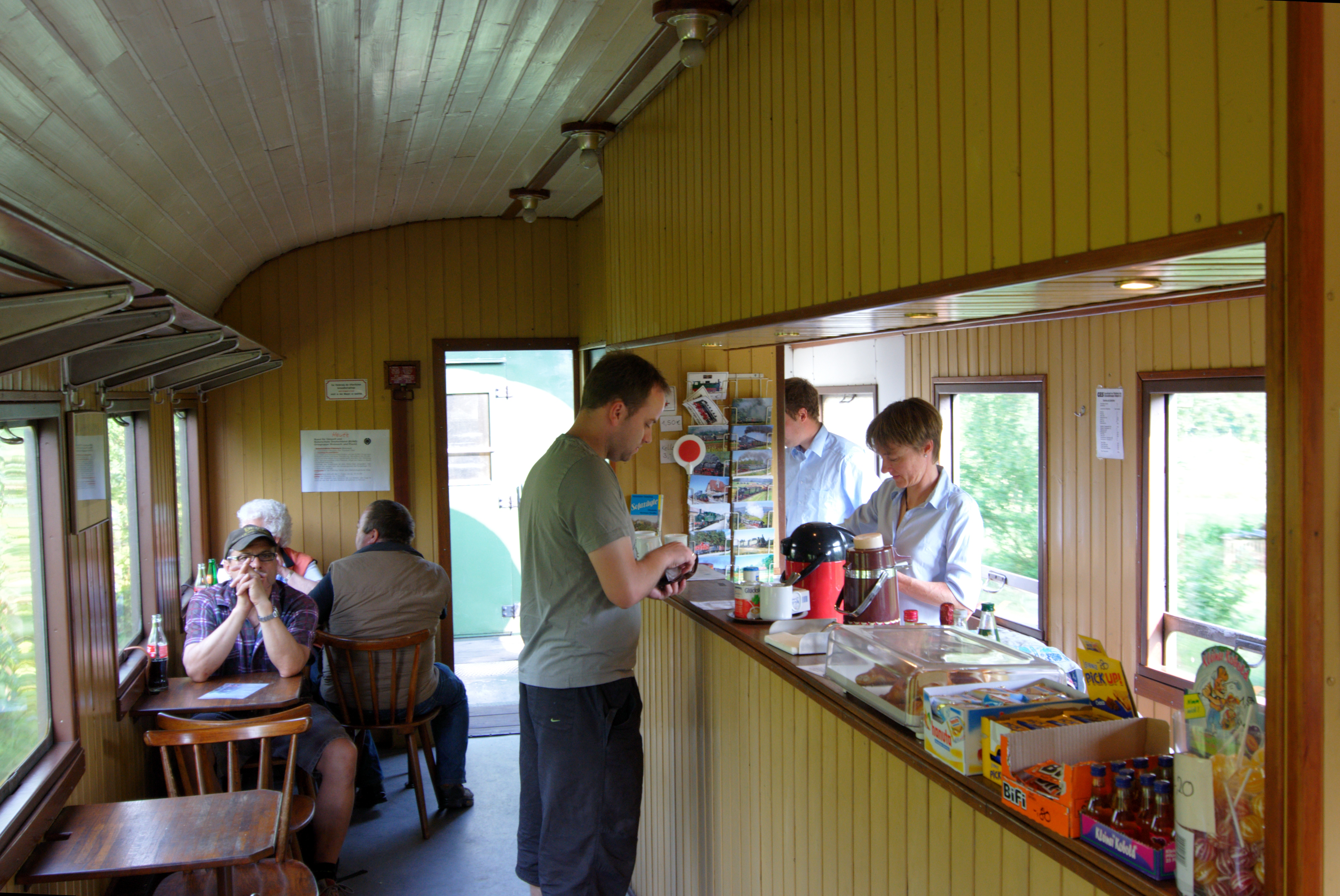
Im Restaurationswagen

| Fahrzeugnummer | Bauart/Wagenklasse | Hersteller/Baujahr          | Zustand         | Anmerkungen                                    |
| -------------- | ------------------ | --------------------------- | --------------- | ---------------------------------------------- |
| C 3            | Ci / 3. Klasse     | Beuchelt & Co. / 1900       | in Aufarbeitung |                                                |
| C 6            | Ci / 3. Klasse     | Beuchelt & Co. / 1900       | abgestellt      |                                                |
| AC 7           | ACi / 1./3. Klasse | Beuchelt & Co. / 1900       | abgestellt      |                                                |
| C 9            | Ci / 3. Klasse     | Beuchelt & Co. / 1900       | abgestellt      |                                                |
| Ci 12          | Ci / 3. Klasse     | Thilemann&Eggena / 1901     | abgestellt      |                                                |
| Ci 15          | Ci / 3. Klasse     | Busch / 1904                | betriebsbereit  | im Einsatz bei der Schwäbischen Alb-Bahn (SAB) |
| WRi 16         | Speisewagen        | Beuchelt / 1904             | abgestellt      |                                                |
| CC 21          | C4i / 3. Klasse    | Waggonfabrik Rastatt /      | abgestellt      |                                                |
| CC 22          | C4i / 3. Klasse    | Waggonfabrik Rastatt / 1908 | betriebsbereit  |                                                |
| WR 24          | Speisewagen        | Waggonfabrik Rastatt / 1908 | abgestellt      |                                                |
| CC 26          | C4i / 3. Klasse    | Waggonfabrik Rastatt / 1908 | abgestellt      |                                                |
| Pw 73          | Pwi / Packwagen    | Beuchelt & Co. / 1900       | abgestellt      |                                                |
| Pw 74          | Pwi / Packwagen    | Beuchelt & Co. / 1901       | abgestellt      |                                                |
| Pw 77          | Pwi / Packwagen    | Beuchelt & Co. / 1901       | abgestellt      |                                                |
| Gh 154         | G 02               | MAN / 1905                  | in Aufarbeitung |                                                |
| 235 610        | Gmhs 30            | nicht bekannt               | betriebsbereit  |                                                |
| 39 079 Stg     | Bi / 2. Klasse     | ÖBB St. Pölten / 1958       | betriebsbereit  | Spantenwagen                                   |
| 39 425 Stg     | Bi / 2. Klasse     | ÖBB St. Pölten / 1956       | betriebsbereit  | Spantenwagen                                   |
| 39 433 Stg     | Bi / 2. Klasse     | ÖBB St. Pölten / 1956       | betriebsbereit  | Spantenwagen                                   |
| 39 439 Stg     | Ci / 3. Klasse     | ÖBB St. Pölten / 1956       | betriebsbereit  | Spantenwagen                                   |
| 39 692 Stg     | WRi (Restauration) | ÖBB St. Pölten / 1952       | betriebsbereit  | Spantenwagen                                   |
| 114 535 Stg    | Pwi (Packwagen)    | SGP / 1960                  | betriebsbereit  | Spantenwagen                                   |
| 125 770        | Pwghs 54           | Aw München-Freimann / 1957  | Lager           |                                                |
| 125 845        | G 10               | nicht bekannt               | Lager           |                                                |
| 190 114        | Gl 11              | nicht bekannt               | Lager           |                                                |
| 195 674        | Glt 23             | nicht bekannt               | Lager           | mit einseitigen Stirnwandtüren                 |
| 201 739        | Glmhs 50           | nicht bekannt               | Lager           |                                                |
| 203 157        | Glmhs 50           | Talbot / 1955               | Lager           |                                                |
| 255 498        | Gmhs 54            | Aw Fulda / 1955             | abgestellt      |                                                |
| 255 824        | Gms 54             | Aw Fulda / 1955             | Lager           |                                                |
| 268 444        | Gms 54             | Aw Fulda / 1959             | Lager           |                                                |
| 268 775        | Gms 54             | Aw Fulda / 1960             | Lager           |                                                |
| 432 260        | Rmms 33            | nicht bekannt               | abgestellt      |                                                |
| 922 186        | SSlmas 53          | MAN 1961                    | Lager           |                                                |
| 923 497        | SSlmas 53          | MAN 1962                    | Lager           |                                                |
| 971 037        | SSkm 49            | n. b.                       | abgestellt      |                                                |
| Stuttgart 193  | Dienstgüterwagen   | nicht bekannt               | abgestellt      |                                                |
| Xhl 101        | Dienstgüterwagen   | Aw Limburg / 1957           | abgestellt      |                                                |